# Masonska unija Balkana
Masonska unija Balkana (engl. Masonic Union of the Balkan Peninsula, fran. L'Union Maçonnique de la Péninsule Balkanique), skraćeno MUB, je međunarodni savez koji okuplja adogmatske i liberalne slobodnozidarske velike lože na Balkanskom poluotoku.

## Općenito
Uzimajući u obzir da je područje Balkana oduvijek predstavljalo plodnu regiju za razvoj, protočnost i širenje humanističkih ideja Međunarodni masonski red "Delphi" i Liberalna velika loža Turske kao i još devet obedijencija osnovale su Uniju 23. studenoga 2014. godine u svrhu promicanja slobodnog zidarstva među balkanskim narodnima. Ciljevi Unije su:
1. Zaštita, razvoj kulture i inicijacijske povijesti na Balkanskom poluotoku.
2. Širenje liberalnog slobodnog zidarstva inspiriranog Balkanom.
3. Proučavanje suvremenih inicijalnih i funkcionalnih problema slobodnog zidarstva relevantnih svakoj zemlji članici.[1]

Unija djeluje kroz rad zemalja članica, godišnje sastanke i konferencije u zemljama koje su ih u mogućnosti organizirati. Krajem 2017. godine u Opatiji je održana četvrta godišnja konferencija ove masonske unije. U listopadu 2019. godine konferencija je održana u Ljubljani. U listopadu 2023. godine u Temišvaru održana je deveta godišnja konferencija. U listopadu 2024. godine konferencija je održana u Istanbulu.

## Članstvo
Unija ima preko deset članica:
- Velika albanska loža "Ilirija"
- Velika univerzalna loža Bugarske
- Velika regularna loža Crne Gore
- Velika ženska loža Francuske[9] (za svoje lože na Balkanu)
- Veliki orijent Francuske (za svoje lože na Balkanu)
- Međunarodni masonski red "Delphi"
- Velika ženska loža Grčke
- Velika nacionalna loža Hrvatske
- Veliki orijent Rumunjske
- Velika ujedinjena nacionalna loža Rumunjske
- Velika ženska loža Rumunjske
- Veliki orijent Slovenije
- Velika liberalna loža Srbije
- Velika liberalna loža Turske